# Qualitat
|  | Per a altres significats, vegeu «Qualitat (desambiguació)». |

La qualitat és formalment, segons les normatives ISO 9000:2000, el grau en què un conjunt de característiques s'adapta als requeriments d'un producte, sistema o servei. Inclou un màxim de defectes, que pot no ser nul, comunament establert i pactat entre els diferents usuaris, i en particular entre el que ofereix el producte, sistema o servei i qui el rep.

## Evolució històrica
La gestió i organització econòmica, política i empresarial ha estat orientada a donar prioritat a una alta quantitat de producció en situacions a les quals la demanda havia estat molt superior a la capacitat d'oferta, el client comprarà el que hi ha perquè no té alternatives millors, o accepta el que hi ha o es queda sense. En canvi, quan els processos es fan massius, apareix més competència o qualsevol altra cosa que faci que la demanda sigui inferior a la capacitat d'oferta, és quan hom comença a orientar-se a la qualitat front a la quantitat.
A continuació describiem les principals fases històriques per les quals ha passat el concepte de qualitat i la seva gestió des dels seus inicis fins a l'actualitat:

### Inspecció
El mètode que primer es va fer servir per al control de la qualitat, si bé actualment es considera inadecuat i obsolet, és el de la inspecció, tant en la forma exhaustiva (quan es verifica un per un el 100% de producte obtingut) com en la versió de mostreig estadístic (es verifica un producte final a l'atzar de tant en tant).
La finalitat de la inspecció consisteix a separar el producte defectuós, o que no compleix la totalitat de requeriments previstos, just abans que no arribi al mercat, quan ja s'ha dissenyat, produït i completament acabat.
Es tracta d'una activitat molt costosa, no productiva i que pateix el risc que és possible donar per bo productes que a la inspecció es consideren acceptables però que en realitat no ho són.

### Control Estadístic de Processos
El control estadístic de processos (en català, CEP; en anglès, SPC) va aconseguir millorar una mica la inspecció, desplaçant-la una etapa, al procés de fabricació. El CEP va néixer abans de la Segona Guerra Mundial, i es va desenvolupar a partir dels treballs de W. Shewhart publicats el 1931. Consisteix a minimitzar la producció d'unitats defectuoses disminuint el temps transcorregut entre el moment en què es produeix el defecte i la seva identificació, a més de les seves causes, per tal que no es repeteixi. El CEP no representa una substitució total de la inspecció, ja que aquesta pot ser igualment necessària després d'aquest.

### Qualitat en l'actualitat
Avui dia el control de la qualitat ha evolucionat molt, ha millorat i ha passat de ser una actuació puntual a un procés global, que inclou tot el cicle de vida del producte, a partir del seu disseny. Així, la qualitat es determina abans de la concepció del producte, determinada per les necessitats i expectatives del client (no de l'empresa, com s'havia fet abans), actuant ja sobre els proveïdors i usant una sèrie d'eines variades al llarg de tot el procés. Algunes d'aquestes eines són el disseny d'experiments (en anglès, DEV), el desplegament de la funció de qualitat (en anglès, Quality Function Deployment, QFD) o les eines d'Ishikawa, per exemple. És el que hom ha vingut a anomenar qualitat total.

## Activitats de la qualitat
L'actual qualitat comprèn en realitat tres activitats diferenciades: el manteniment, la millora contínua i la innovació.
- Manteniment: Inclou l'estandardització de les tecnologies utilitzades, de l'organització i d'operació; el seguiment i control d'aquests estàndards i la responsabilitat per part de la gestió de l'empresa per a donar tot el temps, formació, recursos econòmics i materials necessaris perquè es puguin fer. Al dia a dia són els operaris els que dediquen una major part de temps a aquestes activitats, tot i que els caps intermedis també hi dediquen una petita part.[3]
- Millora contínua (en japonès, kaizen): La seva funció principal és millorar contínuament i cada vegada més els estàndards i procediments de manteniment. Està demostrat que tots els processos generen informació, i només si ningú n'ha fet cap mena de seguiment, o no l'ha fet prou bé, no s'aconsegueix una modificació (s'entén que a millor) d'un procés, producte o estàndard en com a molt sis mesos. És a dir, que si hi ha Kaizen o millora contínua, hom pot assegurar una millora almenys cada mig any. Aquesta activitat és cíclica i es basa en la seqüència Planificació - Execució - Avaluació - Actuació (en anglès, PDCA).[3] S'hi dediquen sobretot els capatassos i també, menys, els operaris.[4]
- Innovació: Inclou una sèrie d'activitats sistemàtiques per a crear productes i serveis amb funcions, operativitat, costos, etc. mai experimentats abans. S'hi dediquen principalment els caps amb forts coneixements tècnics i l'alta direcció.[4]

## Els tres pilars de la qualitat
La qualitat tal com s'entén actualment, o qualitat total, està basada en teories desenvolupades per Juran i Gryna (1980), Deming (1982), Ishikawa (1985) i altres autors. Avui hi ha un consens en què els pilars de la gestió de la qualitat total són:
- una cultura de qualitat,
- sistemes i recursos humans i
- la utilització de l'estadística.

## Algunes eines per a la gestió i control de la qualitat
A banda de les ja mencionades, altres eines que s'utilitzen habitualment a la gestió i al control de la qualitat són:
- Sis sigma
- 5S
- Poka-Yoke
- AMFE, anàlisi modal de fallades i els seus efectes
- Minitab, programa informàtic per a l'estudi estadístic de la qualitat

## Alguns models de gestió i control de la qualitat
Els models de gestió i control de la qualitat més habituals i demanats als Països Catalans són els següents:
- La norma ISO 9000 de l'any 2000, anomenada ISO 9000:2000, o millor la més recent de l'any 2008, l'ISO 9000:2008. Les versions anteriors a l'any 2000 no corresponen encara a la qualitat total. Hi ha moltres altres normes internacionals "ISO"; per exemple, l'ISO 14000 afecta el medi ambient.
- EFQM 2010, el darrer model europeu de la European Foundation for Quality Management.
- Model Servqual per a la qualitat als serveis.
- Les recomanacions de l'Asociación Española para la Calidad (AEC).

## Assegurament de la qualitat
Es produeix quan s'admet que el control estadístic de la qualitat també té implicacions en l'administració de l'empresa i no exclusivament per al departament de producció. Els nous sistemes de qualitat, a més del control en la fabricació, inclou el desenvolupament de nous productes o el servei al client. Encara que el control estadístic del procés va continuar sent una manera de prevenir defectes, a partir dels anys cinquanta van aparèixer nous elements que van fer un gir al control de la qualitat: els costes de la qualitat, el control total, l'enginyeria de la fiabilitat i zero defectes.
J. Juran va publicar en 1951 el llibre Manual de control de qualitat. Considerava que alguns costes de producció, com els de prevenció i altres de control de la qualitat, eren inevitables, però els costes relacionats amb els productes defectuosos, com el material de deixalles, les hores invertides en reparacions es podien evitar. Suprimint aquests costs e invertint en el millorament de la qualitat s'aconseguirien estalvis substancials.
A. Feigenbaum va proposar tres etapes bàsiques: control del nou disseny, control del material que es rep i, per acabar, control a peu de màquina.
També es van desenvolupar altres arguments com l'enginyeria de la fiabilitat, que pretenia una garantia per l'exercici acceptable dels productes. Es van utilitzar tècniques de predicció com l'anàlisi modal dels errors i efectes o la retroalimentació procedent d'informes pel nombre d'errors dels productes actuals. Els programes de zero defectes es van basar en la idea de fer veure entre els treballadors que les tasques es podien fer bé a la primera.

## Filosofies diverses
Moltes tècniques diferents i conceptes han evolucionat per a millorar la qualitat dels productes i serveis, incloent el Control Estadístic de Processos (CEP), Zero Defectes, Sis Sigma, Premi Nacional dels Estats Units a la Qualitat Malcolm Baldrige, cercle de qualitat, Teoria de les restriccions (TOC), models de gestió de la qualitat (ISO 9000 i altres) i millora contínua.
A continuació es donen diverses interpretacions per al terme qualitat:
1. Philip B. Crosby als 1980: "Conformitat amb els requeriments".[6][7] El problema d'aquesta és que els requeriments poden no representar completament les expectatives del client; Crosby tracta això com un problema separat.
2. Joseph M. Juran: "Idoneïtat per a ser utilitzat".[6] La idoneïtat és definida per l'usuari.
3. Noriaki Kano i altres: Model bidimensional de qualitat. La qualitat té dues dimensions: "la qualitat imprescindible" i la "qualitat atractiva".[8] La primera és propera a "la idoneïtat per a ser utilitzat", mentre que l'última és allò que a l'usuari li encantaria, encara que no ho hagi pensat. Els defensors d'aquesta definició caracteritzen aquest model més breument com: Productes i serveis que assoleixen o superen les expectatives dels usuaris".
4. Gerald M. Weinberg: "Valor per a alguna persona".[9]
5. W. Edwards Deming: A "Qualitat i l'estil necessari de gestió" (1988), Web de Deming. "El cost baixa i la productivitat augmenta a mesura que s'assoleixen millores en la qualitat per una millor gestió del disseny, l'enginyeria, les proves i els processos. La millor qualitat a un preu menor té una oportunitat de capturar el mercat. Retallar costos sense millorar la qualitat és en va."
6. Genichi Taguchi: La definició de Taguchi es basa en una visió més exhaustiva del sistema de producció, i relaciona la qualitat (o, més concretament, la manca d'aquesta) a "la pèrdua que un producte imposa a la societat després de sortir a la venda".[10]
7. Energy quality, associada tant amb l'enginyeria d'energia de sistemes industrials i les diferències qualitatives als nivells tròfics d'un ecosistema.
8. Associació Americana per a la Qualitat: Font Arxivat 2016-12-04 a Wayback Machine.. "Un terme subjectiu per al qual cada persona té la seva pròpia definició."
9. La qualitat d'un producte es refereix a la percepció del grau en què el producte o el servei assoleix les expectatives de l'usuari. La qualitat no té un significat específic, a menys que es relacioni amb una funció o objecte específic. La qualitat és un atribut perceptiu, condicional i d'alguna forma subjectiu.
10. Les dimensions de la qualitat es refereixen als atributs que la qualitat assoleix a la Gestió d'operacions: La qualitat contribueix a la fiabilitat, la fiabilitat contribueix a la velocitat, la velocitat contribueix a la flexibilitat i la flexiblitat contribueix al cost: Qualitat ↔ Fiabilitat ↔ Velocitat ↔ Flexibilitat ↔ Cost
11. Existeix una característica de la qualitat moderna que és universal. En el passat, quan s'intentava millorar la qualitat, típicament definida com a produir menys parts defectuoses, es va fer això a expenses d'un major cost, temps de producció, temps de cicle, etc. Es pensava que no es podien obtenir menys parts defectuoses i un cost menor i un cicle de producció més curt, etc. No obstant això, quan les tècniques modernes de qualitat s'apliquen correctament als negocis, enginyeria, fabricació o processos de muntatge, tots els aspectes de la qualitat - satisfacció del client i menys defectes/errors i temps de cicle i temps/productivitat de tasques i cost total, etc. - han de millorar o, si un d'aquests aspectes no millora, s'ha de mantenir almenys estable i no empitjorar. Així, la qualitat moderna té la característica de què crea beneficis conjunts, no exclusius.
12. La visió més progressista de qualitat és la que diu que és definida enterament per l'usuari i està basada en l'avaluació d'aquesta persona de la seva experiència completa com a usuari. L'experiència de l'usuari és la suma de tots els punts de contacte que els clients tenen amb els productes i serveis de la companyia, per definició una combinació d'aquestes. Per exemple, cada cop que algú compra un producte es forma una impressió basada en com va ser venut, com va ser entregat, com va funcionar, com va ser suportat, etc.
13. Segons la visió de Garvin, l'empresa té l'oportunitat de diferenciar-se dels seus competidors mitjançant la utilització i combinació de presentacions: característiques funcionals primàries del bé o servei. Exemple, en una impressora la seua rapidesa d'impressió, memòria, consum, etc; peculiaritats: atributs addicionals que complementen el bé o servei, no és imprescindible per al funcionament bàsic d'un producte. Exemple, l'aire condicionat en una entitat bancaria; fiabilitat: el producte es comporta segons l'esperat en el període d'ús, els productes han de satisfer els clients durant tot el seu període d'ús; conformitat amb les especificacions: les característiques del producte compleixen les normes o especificacions establertes per a aquestes; durabilitat: període mitjà de vida d'un bé o servei, temps d'utilització d'un bé o servei, temps d'utilització d'un producte abans d'avariar-se. A - major fiabilitat major durabilitat, el cost de manteniment serà menor i no compensarà canviar-lo; utilitat o servei: aspectes intangibles del producte com ràpides, cortesia, amabilitat, competència en el treball, professionalitat, etc; estètica: depèn de la valoració personal, és subjectiva a les preferències de l'usuari, es destaquen aspectes com l'olor, sabor, tacte o so. És impossible satisfer tots els clients en el mateix grau; i qualitat percebuda o percepció: la reputació té una poderosa influencia en la percepció de la qualitat que el client té respecte al nostre producte, tenen en conter aspectes com la imatge de l'empresa, les opinions de tercers o les publicacions realitzades.
14. Algun autor opina que la qualitat s'ha d'entendre des d'una perspectiva global, a través de dos aspectes complementaris: La qualitat externa, s'emfatitza la satisfacció de les necessitats dels clients, i la interna: dissenyar el servei en funció del client i prestar d'acord amb les especificacions de disseny.
15. Qualitat transcendent: la qualitat és una propietat absoluta, sinònim d'excel·lència. En aquest punt de vista de la qualitat, es tracta d'"una cosa cap a la qual ens esforcem com un ideal, però mai es pot implementar completament". Es pot reconèixer mitjançant l'experiència, però no es pot concretar ni mesurar.
16. Qualitat basada en les característiques del producte, definida per les característiques pròpies i desitjades, és a dir, la quantitat mesurable d'atributs.
17. Qualitat basada en el client, l'avalua l'usuari en funció de les seves necessitats i preferències particulars de cada client; qualitat basada en el procés de fabricació, inclou la conformitat amb les normes o procediments de fabricació i es pot mesurar en funció de l'existència d'errors durant el procés de fabricació.
18. Qualitat basada en el valor, és a dir, definida en funció del preu del producte, sistema o servei.

### La qualitat com a estratègia competitiva
Segons aquesta visió, la qualitat passa a ser d'interès per a l'alta direcció, es relaciona amb la rendibilitat, es defineix des del punt de vista del client i s'inclou dins del procés de la planificació estratègica. És més, per a alguns és un factor clau de la competitivitat.
Ja no era suficient amb una producció sense defectes o amb un control estadístic, sinó que la qualitat va passar a ser definida des de la perspectiva del client. Això va implicar la necessitat dels estudis de mercat per a comparar la qualitat amb altres competidors o considerar la vida dels productes després del moment de la seva venda. La gestió estratègica de la qualitat utilitza mètodes i ferramentes de les etapes anteriors però té una relació més estreta amb la rendibilitat de l'empresa, és més sensible als aspectes competitius i considera la perspectiva del consumidor, i de la millora continua de tots els processos. La gestió estratègica pot millorar la competitivitat de les empreses perquè l'alta direcció la considera el punt de partida per planificar de manera estratègica tota l'activitat de l'empresa, de tal manera que al client li entreguen productes que respon a les seves necessitats i amb una qualitat superior a la dels seus competidors.Alguns autors defenen la qualitat amb diferents perspectives, en aquest sentit (Juran, 1990) pensa en la qualitat com “l'adequació a l'ús” també va ser l'Impulsor de la qualitat destinada al client. (Deming, 1989) propose la qualitat en termes de capacitat que tenen per garantir la satisfacció del client, oferint els productes i serveis al cost més baix. Segons (Feigenbaum, 1990), totes les característiques del producte i servei provinents de Màrqueting, Enginyeria Manufactura i Manteniment que estiguin relacionades directament amb les necessitats del client, són considerades qualitat. (Ishikawa, 1949) Desenvolupà les estratègies específiques de la qualitat al Japó, que impliquen des dels nivells més alts de l'empresa fins als més baixos. Va impulsar els cercles de qualitat i Creà els diagrames de causa-efecte, sovint anomenats diagrames d'Ishikawa. La intenció de (Crosby,1979) era canviar el concepte i actitud respecte a la qualitat i adquirir el compromís de l'alta direcció deia que si es millora la qualitat, els costos baixen i augmenta la rendibilitat. D'aquest raonament va néixer el seu postulat més famós: la qualitat és gratuïta. Impuls a la idea dels zero defectes.

## Referència bibliogràfica
- Llorens, F.J. y Fuentes, M.M. (2005): Gestión de la calidad empresarial. Fundamentos e implantación. Pirámide, Madrid. Capítulo 1.[11]
- Garvin, David A. What does “product quality” really mean. Sloan management review 1 (1984).[12]
- Garvin, David A. Competing on the 8 dimensions of quality. Harvard business review 65.6 (1987): 101-109[13]
- Radford, G. S. (1922). The control of quality in manufacturing. Ronald Press Company.[14]
- Shewhart, W. A. (1931). Economic control of quality of manufactured product (Vol. 509). ASQ Quality Press.[15]
- Juran, J. M. (1962). Quality control handbook. In Quality control handbook. McGraw-Hill.[16]